# 奥罗拉多托坎廷斯
奥罗拉多托坎廷斯是巴西托坎廷斯州的一个市镇。总面积752.826平方公里，总人口3385人，人口密度4.5人/平方公里。